# Girls, Girls, Girls (album Mötley Crüe)
| Recensione | Giudizio |
| ---------- | -------- |
| AllMusic   |          |

Girls, Girls, Girls è il quarto album in studio del gruppo musicale statunitense Mötley Crüe, pubblicato il 15 maggio 1987 dalla Elektra Records.

## Il disco
In questo disco la band prende una piega più hard rock con influenze blues ma ancora nell'hair metal. I singoli Girls, Girls, Girls e Wild Side sono diventati due grandi successi su MTV. La titletrack si riferisce a una serie di strip club, tra cui il famoso Crazy Horse di Parigi, e diverse locali sul Sunset Strip di Los Angeles. Il terzo singolo, You're All I Need, è una ballad censurata per il suo testo a tinte nere.
L'album raggiunse il secondo posto della Billboard 200, dietro soltanto a Whitney, il secondo album di Whitney Houston, che debuttò in quelle settimane al primo posto. I Mötley Crüe si sarebbero rifatti con il loro disco successivo, Dr. Feelgood, che raggiunse dunque la cima della classifica. Girls, Girls, Girls è il terzo album consecutivo del gruppo a conquistare il quadruplo disco di platino, dopo Shout at the Devil e Theatre of Pain.

## Tracce
1. Wild Side – 4:40 (Nikki Sixx, Tommy Lee)
2. Girls, Girls, Girls – 4:30 (Sixx, Lee, Mick Mars)
3. Dancing on Glass – 4:18 (Sixx, Mars)
4. Bad Boy Boogie – 3:27 (Sixx, Lee, Mars)
5. Nona – 1:27 (Sixx)
6. Five Years Dead – 3:50 (Sixx, Mars)
7. All in the Name of... – 3:39 (Sixx, Vince Neil)
8. Sumthin' for Nuthin' – 4:41 (Sixx)
9. You're All I Need – 4:43 (Sixx, Lee)
10. Jailhouse Rock (live) – 4:39 (Jerry Leiber, Mike Stoller)

### Tracce bonus edizione rimasterizzata (2003)
1. Girls, Girls, Girls (rough mix of instrumental track) – 5:38 (Sixx, Lee, Mars)
2. Wild Side (rough mix of instrumental track) – 4:06 (Sixx, Lee, Neil)
3. Rodeo – 4:14 (Sixx, Mars)
4. Nona (instrumental demo idea) – 2:42 (Sixx)
5. All in the Name of... (live in Moscow) – 5:02 (Sixx, Neil)

## Formazione

### Gruppo
- Vince Neil – voce
- Mick Mars – chitarra
- Nikki Sixx – basso
- Tommy Lee – batteria

### Altri musicisti
- John Purdell – tastiere
- Bob Carlisle – cori
- Dave Amato – cori
- Pat Torpey – cori
- Phyllis St. James – cori
- Tommy Funderburk – cori

### Produzione
- Tom Werman – produzione
- Duane Baron – ingegneria del suono, missaggio
- Toby Wright – ingegneria del suono (assistente)
- Bob Ludwig – mastering

## Classifiche
| Classifica (1987) | Posizione massima |
| ----------------- | ----------------- |
| Stati Uniti       | 2                 |